# P型潜水艦
P型潜水艦(Подводные лодки серии IV «Правда»)とは、ソ連海軍が1930年代から1940年代にかけて運用した潜水艦である。別称：第4系列潜水艦またはプラウダ級潜水艦

## 開発
ソ連海軍は1920年代後半にD型潜水艦を就役させた。D型は若干大型の攻撃型潜水艦であり、外洋行動能力があったが、水上速力は遅く、水上艦隊に追随する能力は無かった。そこで、水上艦隊との同時行動が可能で、艦隊決戦において活躍可能な潜水艦―艦隊型潜水艦として計画されたのが本型である。1930年より、主任設計者アレクセイ・アサフ技師を中心として開発が進められる。
水上艦隊に追随可能な高速性能を確保するために、強力な機関が必要とされた。そのため、主機は出力2700馬力のディーゼルエンジン2基を搭載し、機関の合計出力は5400馬力を発揮した。大型大出力の機関を搭載したため、これによる重量増加を相殺する目的で、船体軽量化が図られた。船体殻の厚さを減じたために、潜航可能深度はD型の75mから50mに減少した。

## 建造
P型は1931年から建造が開始され、1936年から就役が開始された。しかし運用してみると、潜航可能深度の低さ、船体強度不足、潜航に要する時間の長さ、乾舷が高すぎて復元力不足、兵装の貧弱さによる攻撃力不足、などが原因で戦闘能力に問題ありと判断された。機関出力はD型の2倍以上であったが、これでもなお出力不足であった。そのため肝心の水上速力は目標の24ノットに届かず、20.2ノットに過ぎなかった。そのため本型は艦隊型潜水艦としての使用に堪えず、建造はP-1～P-3の3隻で中止され、主に訓練潜水艦や輸送潜水艦として利用された。その後、1956年までに全艦が退役した。

## 諸元
| 種類       | 艦隊型潜水艦                                                                    |
| 建造計画   | 第4系列計画                                                                     |
| 基準排水量 | 水上931t、水中1685t                                                             |
| 寸法       | 全長90.0m、全幅8.0m、喫水2.83m                                                  |
| 速力       | 水上20.2ノット、水中8.3ノット                                                   |
| 航続力     | 水上12節5500浬、水中4節96浬                                                     |
| 可潜深度   | 50m                                                                             |
| 乗組員     | 54名                                                                            |
| 主機       | ディーゼル発動機2基(5400馬力)、電動機2基(1100馬力)                              |
| 兵装       | 533mm発射管（艦首4門・艦尾2門）、魚雷10本、102mm連装砲1基(227発)、45mm砲(460発) |